# Rie Mastenbroek
Hendrika Wilhelmina "Rie" Mastenbroek, född 26 februari 1919 i Rotterdam, död 6 november 2003 i Rotterdam, var en nederländsk simmare.
Mastenbroek blev olympisk guldmedaljör på 4 x 100 meter frisim vid sommarspelen 1936 i Berlin.